# Гроза (рассказ)
«Гроза» — рассказ Владимира Набокова, относящийся к русскому периоду его творчества. Был написан и опубликован (под псевдонимом В. Сирин) в 1924 году, вошёл в состав сборника «Возвращение Чорба» (1929).

## Сюжет и история текста
Повествование в рассказе ведётся от первого лица. Рассказчик во время грозы становится свидетелем того, как Илья-пророк опрокидывается в своей колеснице, а потом ищет колесо в одном из берлинских дворов.
«Гроза» была написана 23—25 июня 1924 года и увидела свет 28 сентября того же года в эмигрантской газете «Сегодня». В 1929 году автор включил рассказ в сборник «Возвращение Чорба». Биограф Набокова Брайан Бойд причисляет «Грозу» к тем ранним произведениям писателя, в которых «божественное обнаруживает черты человеческого и индивидуального», отмечая: «Если в небольших стихотворных дозах это ещё и съедобно, то в рассказах типа „Грозы“ быстро вызывает изжогу».